# 46ª Brigata operativa
La 46ª Brigata operativa autonoma (in russo 46-я отдельная бригада оперативного назначения?, 46-ja otdel'naja brigada operatinogo naziačenija, unità militare 3025) è un'unità tattica delle Truppe della Guardia Nazionale (Rosgvardija) della Federazione Russa, di stanza a Groznyj, capitale della Cecenia.

## Storia
Fondata alla fine del 2000 come brigata sotto il ministero degli affari interni della Russia, sulla base di uno dei battaglioni della 101ª Brigata operativa speciale.
Il 29 maggio 2006, il governatore della Cecenia Ramzan Kadyrov ha costituito dalla squadra di sicurezza di sua padre Akhmat Kadyrov, il 248º Battaglione "Sever" e il 249º Battaglione "Jug", venendo poi legalizzati per ordine del Ministro degli Affari Interni della Russia e incorporati nella 46ª. Il numero totale di entrambe le unità militari era di oltre 1200 persone.
Secondo l'ente giornalistico InformNapalm, nel 2014 alcuni soldati della brigata sono stati trasferiti nell'Ucraina orientale per supportare i separatisti filo-russi del Donbass. Nel 2016 la brigata è stata trasferita sotto la neoformata Rosgvardija.
Nel 2017, la base del 140º Reggimento è stato attaccata da un gruppo di militanti armati. Nell'attacco, sei soldati del reggimento sono morti mentre altri tre sono rimasti feriti. Dopo essere stati respinti, due militanti sono fuggiti nella foresta vicino alla cittadina mentre gli uomini rimanenti sono stati liquidati.

### Guerra russo-ucraina
Il 141º Reggimento fu coinvolto nelle battaglie per l'aeroporto Antonov vicino alla città di Hostomel'. Il 26 febbraio 2022 sono apparse informazioni sulla liquidazione del comandante del 141º Reggimento Magomed Tušaev ma sono state successivamente smentite.
Il 23 marzo 2022, i comandanti del 141° Tušaev, dell'OMON "Akhmat-Groznyj" Anzor Bisaev e del 249º Battaglione "Jug" Khusejn Mežidov, si sono riuniti insieme all'ufficiale della Rosgvardija Šarip Delimkhanov per discutere la coordinazione delle truppe cecene in Ucraina. Il mese successivo 2022 il 249º Battaglione "Jug" è passato al comando di Saidi Lorsankaev, vice comandante del SOBR "Akhmat" mentre Mežidov è stato rimandato in Cecenia.
Nel maggio 2022 il 141º Reggimento, insieme all'unità speciale OMON "Akhmat-Groznyj", erano presenti a Popasna, distretto di Sjevjerodonec'k, nell'oblast' di Luhans'k. Igor' "Strelkov" ha accusato le truppe cecene di mentire sul loro ruolo nella conquista della città e di come spesso le truppe di Kadyrov si prendano i meriti di altre forze russe sul fronte. Nel luglio successivo, è morto in combattimento il vice comandante e commissario politico del 94º Reggimento operativo, tenente colonnello Aleksej Tichonov.
Nel febbraio 2023, Tušaev è stato sostituito da Ibragim Ismailov come comandante del 141º. Nell'aprile successivo, Ramzan Kadyrov ha annunciato l'invio di combattenti del 94º Reggimento in Ucraina guidati da Khasmagomed Magomadov. Il mese successivo, il 96º Reggimento è stato trasferito in Ucraina, guidato da Tušaev.
Nell'aprile 2024, il colonnello Magomed Arsiev è diventato il comandante del 358º Battaglione operativo. Nel luglio 2024, il 94º Reggimento operativo ha partecipato alle battaglie in direzione di Časiv Jar, vicino al villaggio di Andriivka, distretto di Bachmut.

## Ordine di battaglia
- Comando di brigata (unità militare 3025; Groznyj)[19]
- 94º Reggimento operativo (unità militare 6779; Urus-Martan)
- 96º Reggimento operativo (unità militare 6780; Gudermes)[20]
- 141º Reggimento motorizzato speciale "Achmat Kadyrov" (unità militare 4156; Groznyj)
- 147º Reggimento (unità militare 6778; Groznyj)[21]
- 140º Reggimento artiglieria (unità militare 3761; Naurskaja)
- 249º Battaglione motorizzato speciale "Jug" (unità militare 4157; Vedeno)
- 358º Battaglione operativo (unità militare 6776; Červlënnaja)
- 424º Battaglione della Guardia Nazionale (unità militare 2671; Chankala)
- 353º Battaglione comunicazioni (unità militare 6784; aeroporto di Groznyj)
- 354º Battaglione genio (unità militare 6785; aeroporto di Groznyj)
- 355º Battaglione manutenzione (unità militare 6786; aeroporto di Groznyj)
- 357º Battaglione medico (unità militare 6788; aeroporto di Groznyj)[22]
- 356º Battaglione logistico (unità militare 6787; aeroporto di Groznyj)[23]
- 34º Distaccamento specnaz (unità militare 6775; ex 351º Battaglione operativo)
- Unità di manutenzione degli edifici governativi distrettuali (unità militare 6790; Aeroporto di Groznyj)

## Comandanti
Cronotassi comandanti di brigata:
- Maggior generale Evgenij Zubarev (2000 - 2005)[24][25]
- Vjačeslav Rožko (2005 - 2007)[26]
- Maggior generale Vladimir Padalko (2007 - 2010)[27][28]
- Maggior generale Aleksej Choružin (2010 - 2012)[29][30]
- Nikolaj Protas (2012 - 2014)[31]
- Dmitrij Gavrilov (2014 - 2016)[32][33]
- Colonnello Vitalij Mercalov (2017 - 2019)[34]
- Maggior generale Sergej Zadorožnij (2019 - in carica)[35][36]